# ラビ・バトラ
ラビ・バトラ（Ravi Batra、1943年6月27日 - ）は、アメリカ合衆国の経済学者、サザンメソジスト大学（Southern Methodist University）の教授である。本名はRaveendra N. Batra。

## 来歴
パキスタンの古都ムルターン近郊に生まれる。家族はパキスタンのインドからの分離時にデリー近郊に移り住み、父はサンスクリット語の教授であった。デリー大学卒業後の1969年に渡米し、米国サザンイリノイ大学で博士号を取得した。
青年時代から哲学者であるサーカーを師とし、彼はサーカーが1959年に提唱した進歩的活用理論（PROUT=プラウト理論）を継承する一人である。

## 理論
恩師・サーカーの階級循環論を歴史に適用している。端的に述べると社会は戦士（Warrior）、知識人（Intellectual）、資本家（Acquirer）が順別に支配することによって歴史が展開されるというものである。これによって革命前のイランと崩壊前のソビエトは戦士によって支配されている社会であり、次には知識人により支配させる社会が生まれるであろうと予言した。一方の西側先進国は資本家が支配しており、崩壊後は戦士（軍人）が支配する社会が生まれるであろうと予言した。

## 業績と予測
- 国際的にベストセラーとなった『1990年の大恐慌（The great depression of 1990）』（1987年出版、和訳本：勁草書房）、『1990年世界恐慌を生き残る（Surviving the great depression of 1990）』（1989年出版、和訳本：光文社）など5つの著書を上梓している。
- 1978年12月、オクラホマ大学における講演で、1979年にイランで革命が起こり、パーレビ国王が退位するであろうと予測した。そして彼の予測通り、実際に翌年の1979年1月に、パーレビ国王は退位し、2月にはホメイニ氏をリーダーとするイスラム僧侶が政権を掌握したのである[3]。
- 1979年秋、サザンメソジスト大学の講義において、1980年からイランとイラクとの間に7年間に及ぶ長期間の戦争が勃発するだろうと予測した。それから約1年後の1980年9月に、イラン・イラク戦争が勃発した。アメリカ国務省はイスラム神権政治の転覆のためにイラク側に軍事援助を行う。また数多くの専門家達を招聘して分析を行った。先の革命により軍の士官階級および官僚が一掃されていたイランは戦争に対応する状態ではなく、この戦争は数ヶ月程度で終息するだろうと予測されたが、その予測に反してイラン軍が奮戦した為に、戦争は短期間で終息するだろうというアメリカ国務省の予測は外れ、彼の予測通りに戦争は長期化し、7年以上もの間続くこととなったのである[3]。
- 1978年出版の著書『資本主義と共産主義の終焉』（The Downfall of Capitalism and Communism: A New Study of History）において「西暦2000年前後までに共産主義と資本主義の双方が崩壊するだろう。」との予測を述べた[4]。（もっともその彼の予測以前に彼の恩師サーカーが「共産主義は早死にするだろう。資本主義は爆竹のように弾けて終焉するだろう」と述べ、共産主義と資本主義の崩壊を予測している[5]。）共産主義の崩壊を予測していた人物はほぼ皆無であり、この為共産主義の崩壊を予測していた彼は世間から注目されることになる。特に東欧諸国の崩壊など考えていなかった西欧で彼の予測は注目され、彼の「ソビエト共産主義崩壊」の予測を的中させた業績により、彼は1990年にイタリア政府から勲章を授与されている[3]。
- この次にラビ・バトラをもっとも有名にした著書が1987年に出版された『1990年の大恐慌（The great depression of 1990）』（1987年出版、和訳本：勁草書房）である。この著書において彼は先の予測を早め、1990年の前後に世界の株式市場で大暴落がおこり、前述の書、『資本主義と共産主義の終焉』で予言した資本主義の崩壊が起こると主張する。実際彼は『1990年の大恐慌』において「1990年1月から3月の第1四半期の間に東京株式市場で株価の大暴落が起こるだろう。」との予測を述べたが、実際に彼の予測通り、1990年の2月頃から東京株式市場は暴落局面に入り、いわゆる「バブル崩壊」が発生したのである[5]。さらにソビエトと東欧の共産主義が崩壊したため、彼の著作がベストセラーとなり大いにもてはやされることとなった。
- もっとも実際に不景気が長引いたのはバブル景気が崩壊した日本だけで、他の主要欧米諸国の景気は回復して行く。また崩壊した共産圏では一時期は彼が予想したように、軍国主義の台頭がロシアでは心配されたが、クーデターは失敗し、東欧は急速に資本主義化する。ラビ・バトラの予測の核心である「共産主義の崩壊」と対になる「1997年までに資本主義は崩壊する」は起こらなかった。また1997年にはアジア通貨危機が発生し、アジア経済が大混乱に陥るが、これまた資本主義の崩壊までには至らなかった。
- しかしラビ・バトラには彼なりの理屈が有り、「本来アメリカで起こる筈であった大恐慌が、アメリカが日本やアジア諸国に資本を移動させ、日本のバブル景気崩壊やアジア通貨危機を発生させることによって、アメリカ発の大恐慌をあくまで一時的に先送りさせただけであり、最終的には間違いなく大恐慌がアメリカを襲うだろう。」と彼は述べている[3]。
- ラビ・バトラの最後にして最大の予測と言われているのが、彼の1994年に出版された著書『1995→2010世界大恐慌－資本主義は爆発的に崩壊する』（総合法令出版）において述べられている「西暦2010年までに発生する世界同時大恐慌による資本主義の崩壊」、そして「資本主義崩壊後のプラウト主義経済の世界的な台頭[5]」である。
- 2006年にラビ・バトラは日本の経済ジャーナリストである浅井隆と共に『日本と世界は同時に崩壊する！』（あ・うん出版）を著し、その著書において「西暦2010年までに『アメリカ住宅バブル』と『原油バブル』の2つの投機バブルの崩壊が世界同時大恐慌を発生させ、資本主義の崩壊を招くだろう。」と述べている。ちなみに彼は、恩師サーカーが前述の通り「資本主義は爆竹のように弾けて終焉する。」と言った如く、数々の著書で「資本主義は花火のように爆発する。」という彼独特の言い回しで資本主義崩壊の形態を予測している。すなわち彼の予測によれば、資本主義の崩壊はあたかも風船が弾けるように一瞬で起こるということである[6]。実際2007年から始まった世界金融危機以降、アメリカ合衆国における住宅価格は下落の一途を辿り、原油価格についても、NYMEXにおける2008年7月11日の取引において一時1バレル=147.27ドルまで上昇して最高値を付けた後、2010年現在において、原油価格は最高値から大幅に下落している。
- また、2008年9月のリーマン・ショック以降、大暴落していた世界各国の株価が2009年の3月頃から急激に回復しつつあり、2010年を迎えた現在、世界各国において「不況の最悪期は脱した。」「景気は回復し始めた。」等の分析も大いに出るようになりつつあるが、このような楽観論に対して、ラビ・バトラは2009年7月に出版された著書『大恐慌2009～2010　資本主義最終章の始まり』（あ・うん出版）において、「現在の見せ掛けの株価回復は単なる大暴落後の一時的なリバウンドに過ぎず、最悪期、すなわち資本主義崩壊の本番を迎えるのはこれからである。」と予測している。
- 資本主義を根本的に崩壊させる主因となるものとしてラビ・バトラは「富の過剰な集中」と「自由貿易」という2つの要因を挙げている。彼は「現在の世界ではごく少数の資産家に富が偏り、その偏った富が世界の金融経済を動かしている。そして、その一方では明日の生活の糧を得ることもままならない貧しい人たちが数多く存在している。富の集中しているごく少数の資産家たちは、自分たちが大量に貯めた金を使おうとせずに、より金持ちになろうとするがためにただひたすら貯蓄に励み、消費活動をあまり行わず、その一方で貧しい人たちはもともとお金がないため、無い袖は振れず、消費活動を活発に行うことが出来ない。消費活動が鈍化すれば、いくら供給を喚起しても無駄なのである。」と主張している[7]。
- 現にラビ・バトラによると「現在の日本では1%の資産家が、日本の25%の富を所有し、アメリカでは1%の資産家がアメリカの40%もの富を独占している。」という[3]。
- 更にラビ・バトラは「国際間の競争が激しくなると、生産者は競争力をつけるためにコストを下げざるを得ない。コストを下げるためには人件費、つまり労働者の賃金を低く抑えざるを得なくなる。労働者の賃金を低く抑えれば、無い袖は振れないので結局消費活動は鈍化してしまう。消費活動が鈍化すると不況の原因になる。」と述べ、自由貿易に反対の姿勢を示している[7]。
- 更にラビ・バトラは「健全な経済は需要と供給のバランスを必要とする。需要＝供給。このバランスが失われると、高い失業率や高いインフレを引き起こす。供給の主要な源泉は労働生産性であり、需要の主要な源泉は賃金ないしは購買能力である。生産性が上がり、賃金が上がり、消費が増大して、投資が拡大する。この投資と生産性の拡大によって、供給が増大する。故に、経済バランスを維持するためには、需要も比例して、増大しなくてはならない。つまり、生産性に比例して、実質賃金が増大しなくてはならない。」と述べており、この経済の根本を無視して、借金経済を作ったのがグリーンスパンであると指摘し、彼を手厳しく批判している[8]。彼のグリーンスパンに対する批判は、彼の著書『グリーンスパンの嘘（GREENSPAN’S FRAUD）』（2005年出版、和訳本：あうん出版）等で顕著に見られる。
- 資本主義崩壊後に誕生する経済社会システム、とラビ・バトラが予測している「プラウト主義経済」とは、大まかに言えば均衡貿易、賃金格差の縮小、均衡財政、自国産業保護、終身雇用、環境保護、銀行規制等による「所得格差の少ない安定した共存共栄の社会」のことを指す。彼は1960年代から1970年代前半にかけての日本社会がプラウト主義経済に最も近い理想的な社会だったと述べており[9]、当時「一億総中流社会」を実現していた日本を絶賛している。彼は恩師サーカーと同様に、数々の著書で「必ずやプラウト主義経済は過去に一億総中流社会を実現していた日本から始まるだろう。」と述べている[5]。
- 1993年に「世界的な経済の崩壊を防ぐために、充分な数の本を売ったことに対して」という理由で、ラビ・バトラはイグ・ノーベル賞の経済学賞を受賞している。
- 2008年2月に出版された著書『2010年資本主義大爆裂！　緊急！近未来10の予測（The fatal explosion of capiatalism in 2010）』（あ・うん出版）において、ラビ・バトラは「2008年のアメリカ合衆国大統領選挙は民主党候補が勝利を収めるだろう」と予測したが、実際に選挙では彼の予測通り、民主党のオバマ候補が共和党のマケイン候補に勝利し、オバマ候補が2009年1月にアメリカ合衆国第44代大統領に就任した。尤も、2008年12月に出版された彼の著書『2009年断末魔の資本主義　崩壊から黎明へ光は極東の日本から』（あ・うん出版）によれば、「オバマは大多数のアメリカ国民から大いに期待されて大統領に就任するものの、彼は世界金融危機に対する抜本的な対策は行うことができず、彼の行う経済政策は大多数のアメリカ国民にとっては期待外れの、中途半端でお粗末な対症療法的なものに終始するだろう。」と彼は予測している。

## 評価
- 『ラビ・バトラは人を動揺させるような世界規模の予言をして、誰にも聞き入れられないことに慣れていた。そして予言が次々と実現し始めたのだ。』（AP通信社　チップ・ブラウン）[10]
- 『この広く尊敬されているサザン・メソジスト大学経済学部教授のこれまでの予言の的中率の高さは、多くの実用主義的投資専門家たちの輝かしい賞賛を勝ち得ている。』（「シカゴ・トリビューン」トム・ピーターズ）[10]
- 『彼は1980年代初期に、低インフレ、石油価格低下、合併の波を予言し、長年嘲られていたが、結局、ほとんどその通りになった。』（「ニューヨーク・タイムズ」トーマス・C・ヘイズ）[10]
- 『怖くて刺激的。この優秀な教授は、学問的にも非常に大きな評価を受けており、私の知るところでは、彼のこれまでの予言の的中率の高さは感動的である。』（モーガン・スタンレー銀行　バートン・ビックス）[10]
- 『ラビ・バトラは貿易専門家として多大な評価を受けている学者である』（「ワシントン・ポスト」アルバート・クレンショウ）[10]
- 『ラビ・バトラは伝統的方法論に基づく国際的経済理論家として、アメリカで優れた名声を得ている。』（「ニューヨーク・タイムズ」レオナード・シルク）[10]
- 『経済学者たちが大いに好むファンダメンタルズについて言えば、経済的諸事象の規則的循環を考察することで、それらについて多くのことが学べる。ラビ・バトラはその規則的循環について、斬新で際立った注釈を加えている。』（レスター・C・サロー）[10]

## 著書
- ラビー・バトラ名義『1990年の大恐慌』佐藤隆三訳、オータス研究所、1987年10月。ISBN 4-326-95096-X。
- 『マネー・インフレ・大恐慌　景気循環の経済分析』山田正次訳、東洋経済新報社、1987年10月。ISBN 4-492-31170-X。
- 『大恐慌との対決』佐藤隆三、実業之日本社、1988年7月。ISBN 4-408-10071-4。
- 『1990年大恐慌を生き残る　財産と投資をいかに守るか』鈴木主税訳、光文社、1989年3月。ISBN 4-334-96043-X。
- 『貿易は国を滅ぼす』鈴木主税訳、光文社、1993年12月。ISBN 4-334-96072-3。
- 関口宏共著『ラビ・バトラの世紀末大予言　TBS「関口宏のサンデーモーニング」発』徳間書店、1994年2月。ISBN 4-19-860072-4。
- 『1995-2010世界大恐慌　資本主義は爆発的に崩壊する』藤原直哉・ペマ・ギャルポ共訳、総合法令出版、1995年1月。ISBN 4-89346-403-5。
- 『ラビ・バトラの世界経済大崩壊　資本主義は救われるか？』松本道弘監訳、徳間書店、1995年3月。ISBN 4-19-860256-5。
- 『ラビ・バトラの大予言』ペマ・ギャルポ・藤原直哉共訳・解説、総合法令出版、1995年7月。ISBN 4-89346-458-2。
- 江本勝共著『宇宙意識と波動　困難な時代の幸福の哲学』呉春美訳、PHP研究所、1995年11月。ISBN 4-569-54902-0。
- 『Japan繁栄への回帰』青柳孝直・山田智彦共訳、総合法令出版、1996年3月。ISBN 4-89346-506-6。
- 『株式大暴落　世紀末の危機はこう生き抜く　1998-2000』島津友美子訳、たちばな出版〈未来ブックシリーズ〉、1998年1月。ISBN 4-88692-842-0。
- 『神との約束　真実の幸福にいたる道』斎田智彦・早田奈達成共訳、PHP研究所、1999年5月。ISBN 4-569-60551-6。
- 『ラビ・バトラの大予測・世界経済　2000年から2030年まで』島津友美子訳、たちばな出版〈未来ブックシリーズ〉、1999年12月。ISBN 4-8133-1180-6。
- 『ラビ・バトラ20世紀最後の大予言』ペマ・ギャルポ・藤原直哉制作、神保出版会、1999年5月。ISBN 4-88074-025-X。
- 『新世紀の大逆転　夜明けは日本から始まる』ペマ・ギャルポ・藤原直哉監訳、さんが出版、2000年3月。ISBN 4-88096-034-9。
- 『2002年の大暴落　60年に一度の国難が日本を襲う！』ペマ・ギャルポ・藤原直哉監訳、あ・うん、2001年7月。ISBN 4-901318-02-0。
- 『サーカーの予言　資本主義は花火のように爆発する』ペマ・ギャルポ・藤原直哉監訳、あ・うん、2002年6月。ISBN 4-901318-09-8。
- 『世界同時大恐慌　資本主義崩壊、光は極東の日本から　2005～2010』ペマ・ギャルポ・藤原直哉監訳、あ・うん、2004年7月。ISBN 4-901318-17-9。
- 『グリーンスパンの嘘』ペマ・ギャルポ・藤原直哉監訳、あ・うん、2005年7月。ISBN 4-901318-37-3。
- 『資本主義消滅最後の5年　ラビ・バトラ緊急予告』ペマ・ギャルポ・藤原直哉監訳、あ・うん、2006年2月。ISBN 4-901318-39-X。
- 『日本国破産のシナリオ　破滅から黎明へ―光は極東の日本から　ラビ・バトラ緊急予告』ペマ・ギャルポ・藤原直哉監訳、あ・うん、2006年3月。ISBN 4-901318-40-3。
- 浅井隆共著『日本と世界は同時に崩壊する！　looming global recession;no longer avoidable　ラビ・バトラとの対話』あ・うん、2006年6月。ISBN 4-901318-41-1。
- 『新たな黄金時代　腐敗政治と経済混乱が新時代の革命を生む』ペマ・ギャルポ・藤原直哉監訳、あ・うん、2007年5月。ISBN 978-4-901318-53-2。
- 『2010年資本主義大爆裂！　緊急！近未来10の予測』ペマ・ギャルポ・藤原直哉監訳、あ・うん、2008年2月。ISBN 978-4-901318-64-8。
- 『2009年断末魔の資本主義　崩壊から黎明へ光は極東の日本から』ペマ・ギャルポ・藤原直哉監訳、あ・うん、2009年1月。ISBN 978-4-901318-80-8。
- 『大恐慌2009～2010　資本主義最終章の始まり』ペマ・ギャルポ・藤原直哉監訳、あ・うん、2009年7月。ISBN 978-4-901318-87-7。
- 『史上最悪の大破綻！！　2010年～2015年緊急！近未来10の新予測』ペマ・ギャルポ・藤原直哉監訳、あ・うん、2010年9月。ISBN 978-4-904891-01-8。
- 『セカンドボトム　世界大恐慌　2012年ラビ・バトラの大予測！！』ペマ・ギャルポ・藤原直哉監訳、あ・うん、2012年2月。ISBN 978-4-904891-08-7。